# Ruby, fiore selvaggio
Ruby, fiore selvaggio (Ruby Gentry) è un film del 1952 diretto da King Vidor.